# Luis Tiant
Luis Clemente Tiant Vega, né le 23 novembre 1940 à Marianao (Cuba) et mort le 8 octobre 2024 à Wells, est un ancien lanceur droitier de baseball. Il joue de 1964 à 1982, principalement comme lanceur partant, dans les Ligues majeures de baseball.
Trois fois invité au match des étoiles, il lance 8 de ses 19 saisons pour les Red Sox de Boston, dont l'édition championne de la Ligue américaine en 1975. Tiant mène la Ligue américaine en 1968 et les deux ligues majeures en 1972 pour la moyenne de points mérités.

## Carrière
Luis Tiant est le fils de Luis Tiant Sr., qui a joué dans les Ligues des Noirs de 1930 à 1947.

### Style
Dès ses débuts, Tiant est remarqué, et même critiqué, pour son style particulier au monticule. Son mouvement avant de lancer consiste à élever ses deux bras au-dessus de sa tête, puis à lever sa jambe droite, tourner complètement le dos au frappeur, puis pivoter pour lui faire face et décocher son tir. Il est au départ accusé d'effectuer un « lancer d'hésitation » (hesitation pitch), considéré comme illégal. Un joueur des Red Sox de Boston, Frank Malzone, qualifie en 1965 Luis Tiant de « réincarnation de Satchel Paige », qui avait développé une façon de lancer qui retardait le moment de libérer la balle de sa main, une astuce éventuellement jugée injuste pour les frappeurs et bannie par la ligue.

### Indians de Cleveland

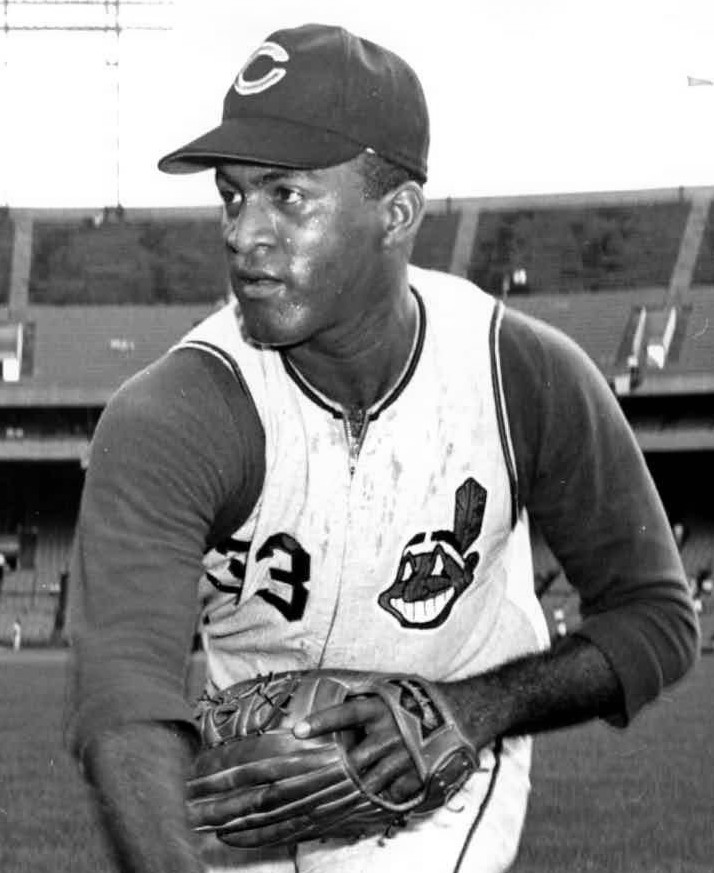
Luis Tiant en 1965 avec les Indians de Cleveland.

Luis Tiant fait ses débuts dans les Ligues majeures le 19 juillet 1964 avec les Indians de Cleveland. Face aux Yankees de New York, il retire 11 frappeurs sur des prises, signant une victoire de 3 à 0 lors d'une partie au cours de laquelle il accorde quatre coups sûrs. Il porte l'uniforme des Indians pendant six saisons, accumulant 75 victoires et 64 défaites.
En 1966, il réalise quatre blanchissages consécutifs du 26 juillet au 5 août et mène le baseball majeur avec 5 blanchissages au total. . 
En 1967, il est premier de tous les lanceurs des majeures avec en moyenne 9,2 retraits sur des prises par 9 manches lancées.
En 1968, surnommée l'Année du lanceur, Luis Tiant mène la Ligue américaine avec une moyenne de points mérités de 1,60, n'étant devancé dans les majeures que par la spectaculaire moyenne de 1,12 de Bob Gibson pour les Cardinals de Saint-Louis de la Ligue nationale. Dans toutes les majeures, c'est Tiant qui concède en moyenne le moins de coups sûrs à l'adversaire : 5,3 par match cette année-là. Il mène aussi les majeures avec 9 blanchissages, son record personnel en une année. Il reçoit sa première sélection au match des étoiles en 1968. Malgré ces solides résultats, Tiant, qui sort d'une longue blessure, est échangé aux Twins du Minnesota. C'est l'un des nombreux échanges que perdent les Indians.

### Red Sox de Boston

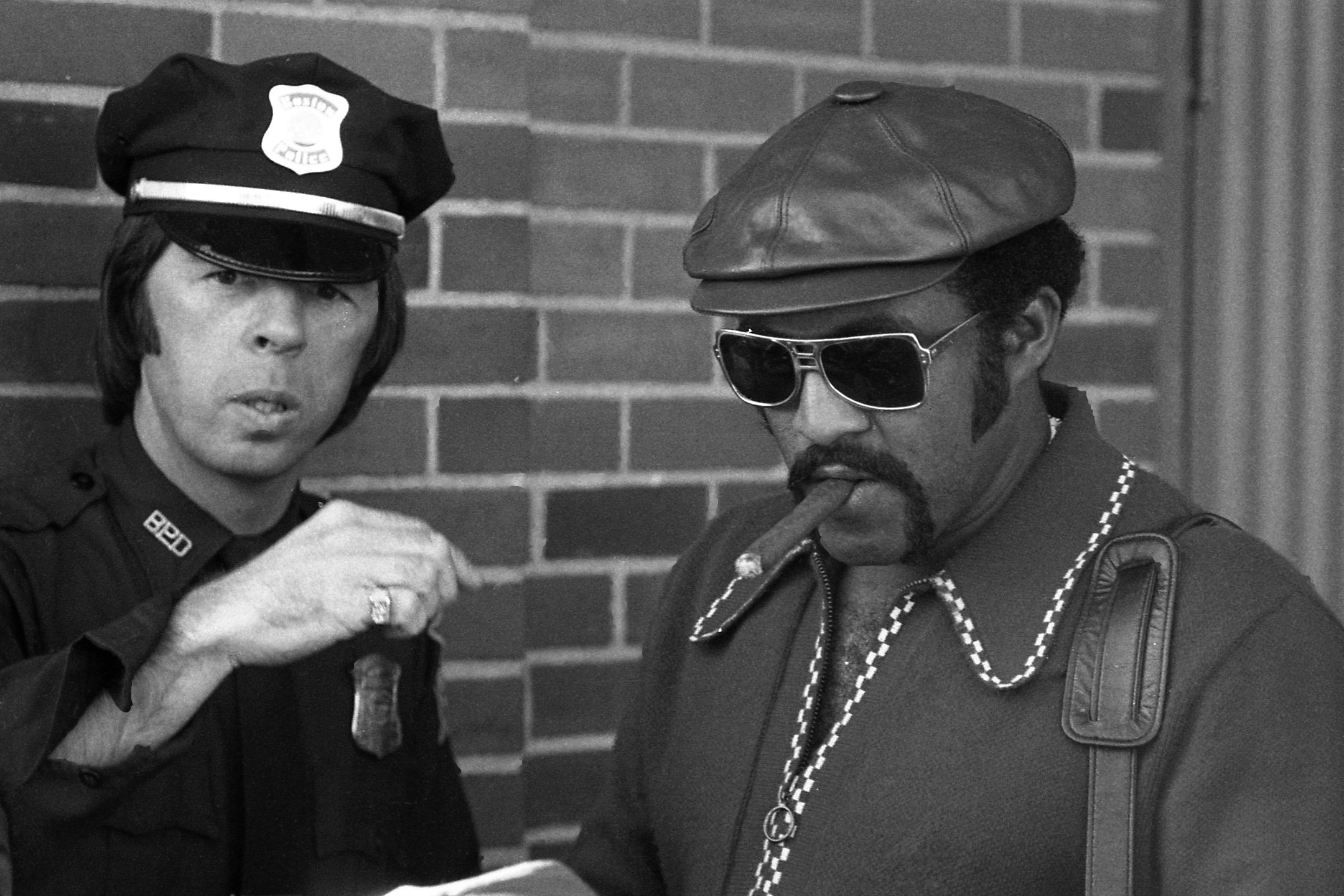
Luis Tiant (à droite) fumant un cigare à l'extérieur du Fenway Park de Boston dans les années 1970.

À ses débuts avec les Twins, Tiant remporte six victoires consécutives, puis se blesse à la main. Cette blessure met fin à sa saison en 1970. De retour au jeu lors du camp d'entraînement printanier, il est remercié par les Twins et signe avec les Red Sox de Boston. Surnommé « El Tiante » par les fans de Boston, il accumule les victoires (20 en 1973, 22 en 1974, 21 en 1976). Tiant est sélectionné deux autres fois au match des étoiles en 1974 et en 1976. 
Tiant mène le baseball majeur avec une moyenne de points mérités de 1,91 en 179 manches lancées en 1972.
En 1973, il lance 23 matchs complets. En 1974, il passe un remarquable total de 311 manches et un tiers au monticule, amorce 38 parties des Red Sox, en termine 25, réalise un sommet dans les majeures de 7 blanchissages, remporte un sommet personnel de 22 victoires et maintient une moyenne de points mérités de 2,92.
Lanceur gagnant du premier match de la Série de championnat 1975 de la Ligue américaine contre les triples champions en titre, les Athletics d'Oakland, Luis Tiant est envoyé trois fois au monticule par les Red Sox en Série mondiale 1975. Il lance un match complet en ouverture de la série à Boston, gagnant le match 6-0 sur les Reds de Cincinnati. Quatre jours plus tard, il sort victorieux de son deuxième départ face aux Reds, malgré cette fois 4 points mérités accordés au cours d'un nouveau match complet de 9 manches. Il n'est pas le lanceur de décision dans l'avant-dernier match de la finale, une rencontre remportée par Boston  en 12 manches avant de concéder le titre lors du 7e et ultime match.
Avec les Red Sox, il est trois fois finaliste au trophée Cy Young, remis annuellement au meilleur lanceur de la saison. Ainsi, il termine 6e du vote annuel désignant le vainqueur en 1972, 4e du vote en 1974 et 5e en 1976. À quatre reprises, il reçoit également des votes pour le prix du joueur par excellence de la saison en Ligue américaine, terminant aussi haut que la 5e place en 1968 avec Cleveland, puis aux 8e, 11e et 26e avec Boston en 1972, 1974 et 1976, respectivement.

### Dernières saisons
Après la saison 1978, il se joint à titre d'agent libre aux Yankees de New York avec qui il joue deux saisons (21 victoires et 17 défaites).
Il termine sa carrière en jouant une saison avec les Pirates de Pittsburgh (1981), puis avec les Angels de la Californie (1982).

### Candidature au Temple de la renommée
Luis Tiant est éligible pour l'élection au Temple de la renommée du baseball de 1988 à 2002. Malgré un support initial de 30,9 % des votes exprimés à sa première année d'éligibilé, sa candidature perd de la vitesse et il ne réussit plus à s'élever au-dessus des 18 % (en 2002) alors que son nom doit apparaître sur au minimum 75 % des bulletins de vote pour être élu. Sa candidature est par la suite réexaminée par le comité des vétérans du Temple de la renommée du baseball, qui peut faire admettre un « oublié » du Panthéon. En 2011 et 2014, ce comité refuse toutefois d'admettre Tiant.

## Vie personnelle
Luis Tiant est le sujet du film documentaire The Lost Son of Havana (L'enfant égaré de La Havane) de Jonathan Hock pour ESPN Films. Le documentaire paru en 2009 suit Tiant lors de son premier voyage à Cuba, 46 ans après s'être exilé de son pays natal.
Tiant lance à son ancien coéquipier des Red Sox Carlton Fisk le lancer protocolaire du 6e match de la Série mondiale 2013 à Boston.